# Flottenkastell Alteburg
Das Flottenkastell Alteburg war ein römisches Militärlager auf dem Gebiet des heutigen Köln-Marienburg, das als Hauptquartier der Classis Germanica, der römischen Rhein-Flotte diente.

## Lage und Forschungsgeschichte
Das Kastellareal befindet sich im heutigen siedlungsgeographischen Bild im östlichen Bereich des Kölner Stadtteils Marienburg nahe dem Rhein in der dicht bebauten Flur Alteburg. Seine ungefähre Lage wird vom Verlauf der Straßen Unter den Ulmen im Westen, Bayenthalgürtel im Norden, An der Alteburger Mühle im Osten und Auf dem Römerberg im Süden umrissen. Topographisch liegt es auf einer rund 16 Hektar großen Flussterrasse, etwa acht Meter oberhalb der Rheinaue und damit sicher gegen Hochwasser geschützt. In antiker Zeit befand sich das Flottenkastell knapp dreieinhalb Kilometer südlich der Colonia Claudia Ara Agrippinensium bzw. viereinhalb Kilometer südlich des Legionslagers apud aram Ubiorum (beide im Innenstadtbereich des heutigen Köln). Der römische, lateinische Name des Flottenlagers ist nicht bekannt.
Größere Grabungen wurden 1926 bis 1927 unter der Leitung von Fritz Fremersdorf durchgeführt, weitere Untersuchungen 1995/96 und 1998 durch das Römisch-Germanische Museum Köln und die Universität zu Köln unter der Leitung von Thomas Fischer.

## Historischer Hintergrund
Schon seit Beginn der augusteischen Germanenfeldzüge, ab etwa 12 v. u. Z. gehörten Marineeinheiten zum römischen Truppenkontingent. Dabei handelte es sich jedoch noch nicht um taktisch selbständige, organisierte Flotten, sondern um je nach strategischer oder taktischer Notwendigkeit improvisiert aufgestellte Einheiten, die den jeweiligen Legionen untergeordnet waren. Ihre Aufgaben bestanden einerseits in der Unterstützung der offensiven Operationen des Heeres (beispielsweise bei Landungen in Küstengebieten), andererseits in der Aufrechterhaltung des Nachschubs. Für diese zweite, logistische Aufgabe war Vetera der Basishafen, da von dort aus die Militärlager entlang der Lippe versorgt werden konnten. Mit dem Wandel der römischen Germanienpolitik unter Tiberius im Jahre 16 u. Z. fielen diese Funktionen weg. Die Schiffe wurden nunmehr zu Patrouillenfahrten auf dem Rhein und zum Transport von Baumaterialien eingesetzt. Hierzu aber war der Standort Vetera für die inzwischen gut organisierte Flotte nicht mehr zwingend notwendig, so dass um die Mitte des ersten Jahrhunderts ein Umzug des nunmehr erstmals als Classis Germanica greifbaren Flottenverbandes in den Kölner Raum erfolgen konnte.

## Archäologische Befunde und Geschichte

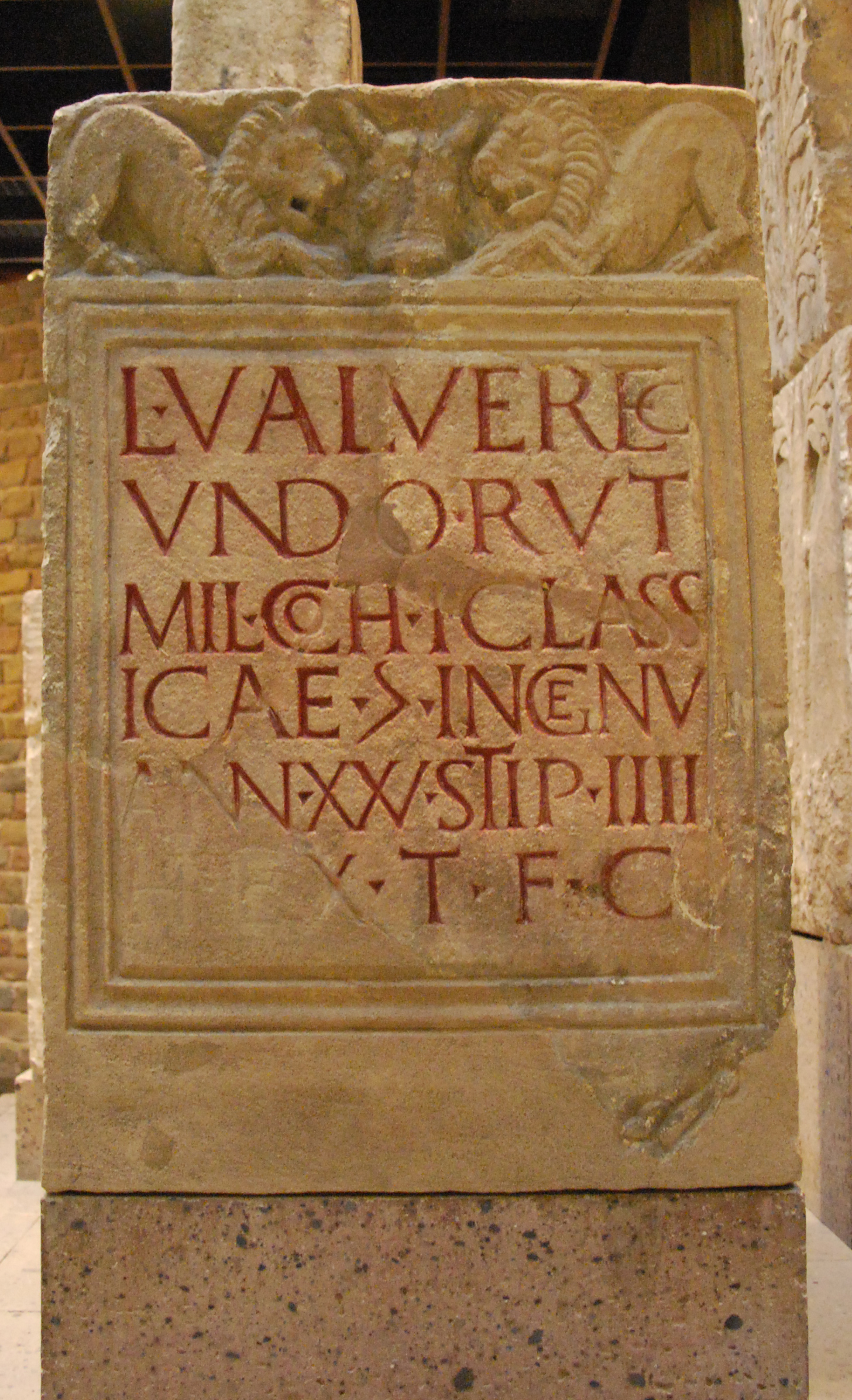
Grabstein des L. Valerius Verecundus, verstorben im aktiven Dienst im Flottenlager Köln-Alteburg

Bereits im frühen ersten Jahrhundert, unmittelbar nach der Varusschlacht bis zum Ende der tiberischen Zeit waren Legionsvexillationen, vermutlich der Legio XX Valeria Victrix in Alteburg stationiert gewesen, die dort ein rund zwölf Hektar großes Lager errichtet hatten. Auf dem Platz des Militärlagers dieser Einheiten wurde in spätclaudischer Zeit, etwa um die Mitte des Jahrhunderts das sechs bis sieben Hektar große Flottenkastell errichtet, das zum Hauptquartier der niedergermanischen Flotte werden sollte. Mit seiner Grundfläche dürfte es Platz für mehr als 1.000 Mann geboten haben. In der ersten Bauphase war es ein reines Holz-Erde-Lager mit Innenbauten aus Lehmfachwerk. Zwischen 90 und spätestens 100 wurde die Umwehrung, im zweiten Jahrhundert auch die Innenbebauung in Steinbauweise ausgeführt.

### Grundriss und Umwehrung
Der Grundriss des Lagers entsprach nicht dem typischen Spielkartenschema, sondern passte sich insbesondere an seinen westlichen und südlichen Seiten den topographischen Gegebenheiten an, so dass sich eine polygonale Form ergab. In ihrer Holzbauphase bestand die Umwehrung aus einer Holz-Erde-Mauer mit einem vorgelagerten Spitzgraben, die jedoch auf der östlichen, dem Rhein zugewandten Seite fehlte. Dort fiel das Gelände jäh zum Fluss hin ab. Es wird daher davon ausgegangen, dass die dort befindlichen Hafenanlagen mit in das Kastell eingebunden waren, so dass der Rhein selber als Annäherungshindernis in die Sicherung des Lagers integriert war. Die später errichtete Steinmauer mit ihrem vorgelagerten, 5,6 m breiten und 2,7 m tiefen Spitzgraben hingegen umfasste das Lager auf allen Seiten. Die Mauer besaß eine Mächtigkeit von knapp einem Meter und bestand aus Opus caementicium, der zwischen zwei Schalen aus Grauwackesteinen schichtenweise aufgetragen worden war. Das Nord- und das Westtor konnten identifiziert werden, wobei es am Nordtor gelang, sowohl die Holz- als auch die Steinbauphase des Kastells nachzuweisen. Das Tor besaß keine flankierende Türme, der Durchlass wurde durch zwei nach innen gezogene Zungenmauern gebildet. Mindestens ein weiteres Tor an der Rheinseite wird aus praktischen Gründen (direkter Zugang zum dort befindlichen Hafen) für die Steinbauphase angenommen, ist aber bislang nicht archäologisch belegt. Auch vom Hafen selbst weiß man derzeit noch wenig, er konnte bislang nur durch eine mittels Bohrungen ermittelte Planierschicht im Bereich des heutigen Oberländer Ufers nachgewiesen werden, ob er an seinen nördlichen und südlichen Enden mit einer Mauer abgesichert war, wird noch diskutiert.

### Innenbebauung und handwerkliche Aktivitäten der Truppe

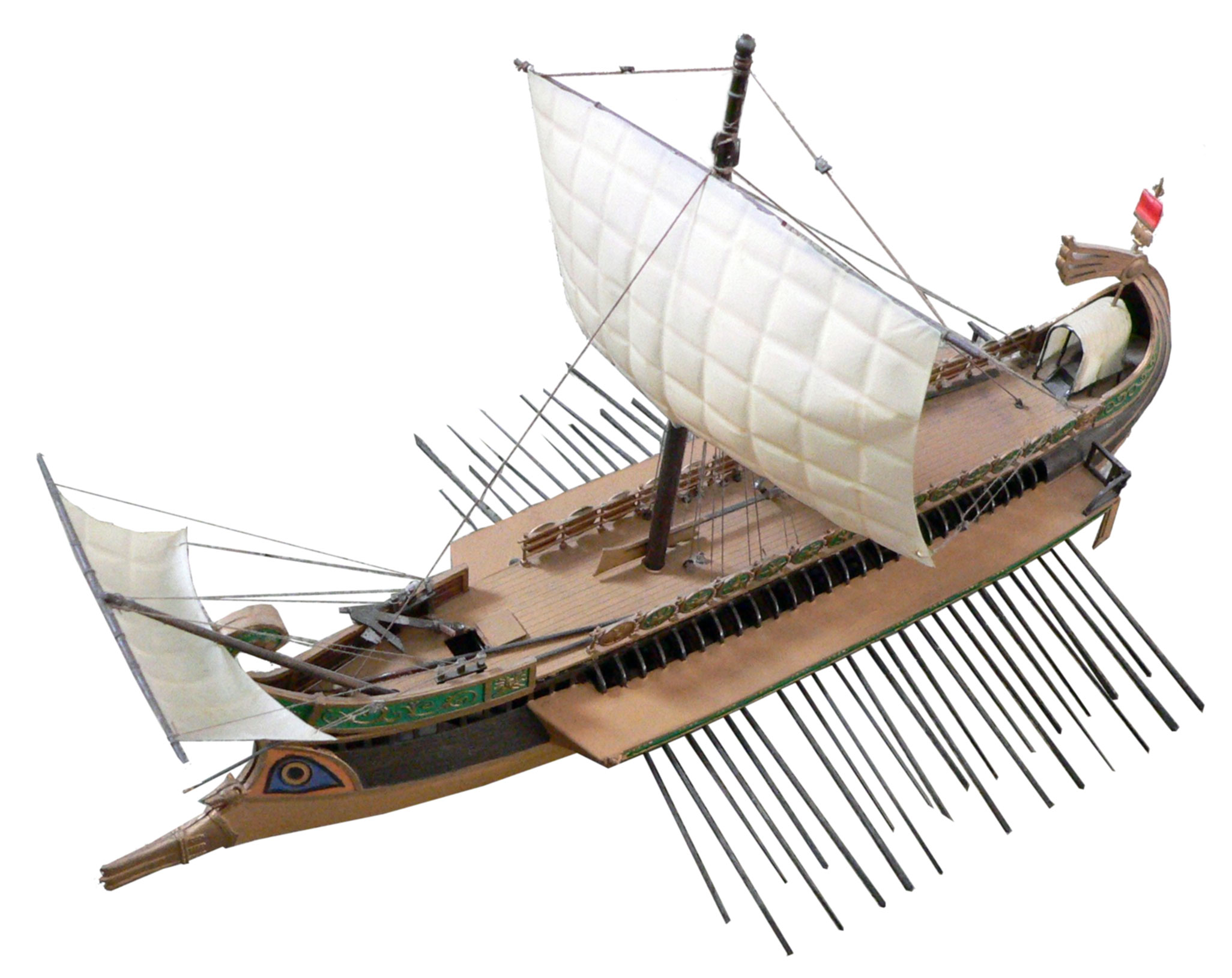
Römische Trireme

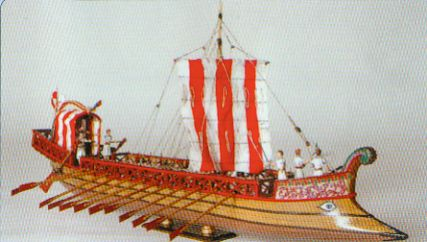
Römische Fluss-Liburne

Insbesondere durch die jüngeren Ausgrabungen unter Thomas Fischer konnten im Lagerinneren bis zu elf Bauphasen zwischen den Jahren 9 und 270 differenziert werden. Für die frühe Zeit der Legionsvexillationen lassen sich kaum Spuren ausmachen, die auf eine geordnete Struktur mit festen Bauten hinweisen würden. Mit der Belegung des Garnisonsplatzes durch die Classis Germanica ändert sich dies deutlich. Ab der Mitte des ersten Jahrhunderts ließen sich die typischen, langrechteckigen Kasernenbauten mit ihren Contubernia nachweisen. Diese bestanden anfänglich aus Holzgebäuden mit Fußböden aus Stampflehm, wurden aber ab der frühhadrianischen Zeit durch Fachwerkgebäude ersetzt, die auf steinernen Fundamenten ruhten und über Estrichfußböden verfügten. Vor den Baracken verlief eine zwei Meter breite Veranda, zwischen ihnen eine etwa vier Meter breite, geschotterte Straße. Einzigartig war die Ausstattung der Baracken, die ausweislich des Fundmaterials mit einer aufwendigen Innenbemalung versehen waren, wie man sie zwar vereinzelt von Offiziersunterkünften her kannte, die jedoch noch nie zuvor in Mannschaftsbaracken angetroffen worden war.
Außergewöhnlich war auch das umfangreiche Fundmaterial aus dem Kastellinneren, das für eine vielfältige handwerkliche Tätigkeit innerhalb des Lagers sprach. Ausweislich der Funde wurden dort Buntmetalle gegossen und Fibeln hergestellt. Geradezu exotisch für soldatische Tätigkeiten mutet die ebenfalls nachgewiesene Produktion von Haarnadeln und so genannten Melonenperlen an. Singulär war der Fund von großen Webgewichten, welche die Existenz entsprechender Wegstühle belegen und auf eine Spezialfertigkeit der Flotte weisen, die sich bei Infanteristen naturgemäß nicht findet: die der Segelherstellung. Dies deckt sich mit dem Fund zweier Grabsteine, auf denen velarii (Segelmacher) erwähnt sind.
Durch geophysikalische Prospektionsmethoden konnte im Jahr 2016 auf einer Grundstücksparzelle im Zentrum des Kastells ein langrechteckiges Großgebäude mit einer Breite von ungefähr 26 Metern und einer Länge von mindestens 40 Metern ermittelt werden, was einer bebauten Fläche von mehr als 1.040 m² entspricht. Die Anomalien im Magnetogramm sprechen für eine massive, steinerne Fundamentierung, womit das Gebäude der Steinbauphase des Kastells zuzuweisen wäre. Aufgrund seiner zentralen Lage, seiner Größe und seiner Ausrichtung zum Rhein hin wird es als Principia (Stabsgebäude) des Kastells angesprochen.

### Vicus und Gräberfelder
Wie alle römischen Garnisonsorte mit längerem Bestand war auch das Flottenkastell Alteburg von einem
Vicus umgeben, einer Zivilsiedlung in der sich Veteranen, Angehörige von Soldaten, Händler, Handwerker, Prostituierte, Schankwirte und andere Dienstleister niederließen. Der Vicus von Alteburg umgab das Lager auf allen drei dem Rhein abgewandten Seiten, wo sich Reste der typischen Streifenhausbesiedlung feststellen ließen. Im Vicusbereich identifizierte Töpferöfen sprechen für eine rege handwerkliche Produktion. Vor dem Westtor lag eine Mansio, eine Raststätte für Reisende und hauptsächlich an der nördlichen Ausfallstraße, zur CCAA hin, fanden sich die Gräberfelder.

### Ende der Garnison
Sein Ende erfuhr das Flottenlager um die Mitte der zweiten Hälfte des dritten Jahrhunderts. In dieser Zeit brechen die Funde von Ziegelstempeln, Inschriften und allen anderen, der Classis Germanica zuzuordnenden Funde ab. Eine unsichere und umstrittene spätantike Quelle, die Historia Augusta, schreibt von einem gewaltsamen Ende infolge eines Angriffs der Franken. Dies kann jedoch bislang archäologisch nicht belegt werden, so dass vorläufig offen bleiben muss, ob das Lager planmäßig geräumt oder gewaltsam zerstört wurde.

## Trivia
Ende des 18. Jahrhunderts wurde auf dem Gelände des Kastells die bis heute erhalten gebliebene Alteburger Mühle (An der Alteburger Mühle 6) errichtet.